# Château de Chalencon
Le château de Chalencon est un monument féodal situé dans le hameau de Chalencon, à environ un kilomètre au nord-est du village de Saint-André-de-Chalencon, dans le département de la Haute-Loire, en région Auvergne-Rhône-Alpes.

## Histoire
(février 2017).
C'est le berceau de l'illustre famille de Chalencon, une des plus importantes du Velay.

Le château fut surtout connu pour sa bataille qui opposa l'armée de Napoléon III et du capitaine prussien Herlter. On raconte que cent hommes furent tués au cours de cette bataille (dite bataille contre la vie) ; bien sûr, le héros de cette bataille fut Belotus de Veyrac, noble et comte de Veyrac. La bataille a d'ailleurs été portée à l'écran par un jeune réalisateur.

Aujourd'hui, pour vénérer cette bataille, le 28 juin, beaucoup de personnes se rassemblent sur le site.
Il existe une polémique car les créneaux sont l'œuvre des architectes de Viollet-le-Duc, restaurateur de sites médiévaux sous Napoléon III. Vu l'emplacement de la tour, il s'agit plus vraisemblablement d'une tour plate où était entretenu un feu durant les brumeuses nuits d'hiver pour que les marchands et pèlerins se repèrent. Il ne faut pas oublier que la place de Chalencon était avant tout un centre commercial dont le passage sur le pont du diable était payant.

## Description
Les vestiges du château de Chalencon situé au sommet d'un piton rocheux dominant l'Ance consistent en trois terrasses de niveau différent, dont l’une, située à l’ouest, surplombe le village. Il subsiste un donjon, tour ronde au sommet surmonté de créneaux, deux tourelles d’angle, en partie reconstruites au début du XXe siècle, et quelques fenêtres de la fin du XIIIe siècle. Le château fut définitivement abandonné aux alentours de 1600. Il est inscrit à l’inventaire des monuments historiques depuis 1913.
Le donjon et la tour ont été classés monument historique le 15 novembre 1913, la chapelle le 10 septembre 1913. Non loin le pont du Diable (monument historique) et les ruines du bâtiment de la Préfecture qui aurait abrité les salles de justice du mandement.
L'existence d'un culte païen est attesté (voir les roches à bassins de Chalencon à droite en arrivant au village dont la Chaise des lutins). 

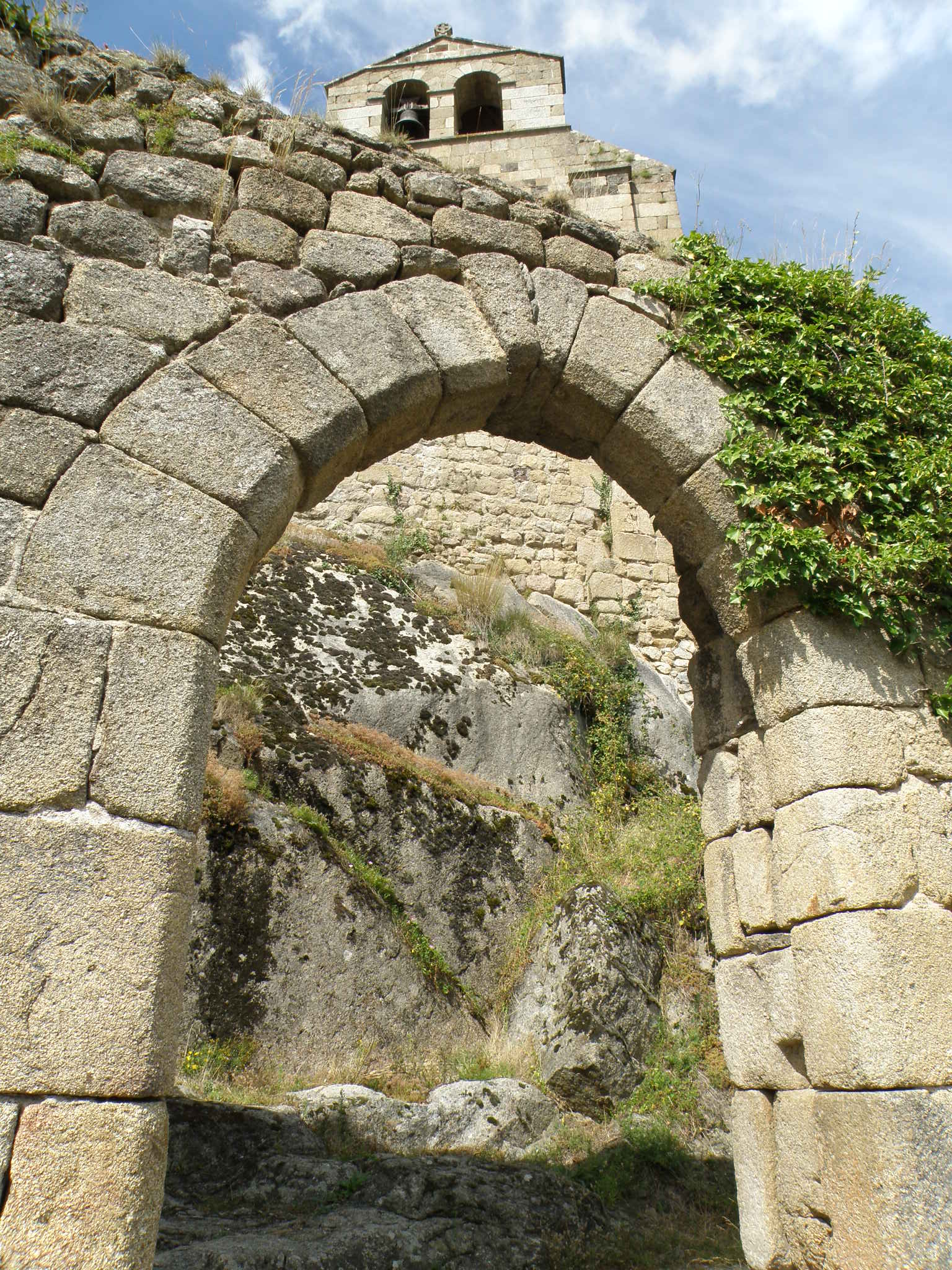
Porte sur la rampe conduisant du village au château. Au second plan : campenard de la chapelle.
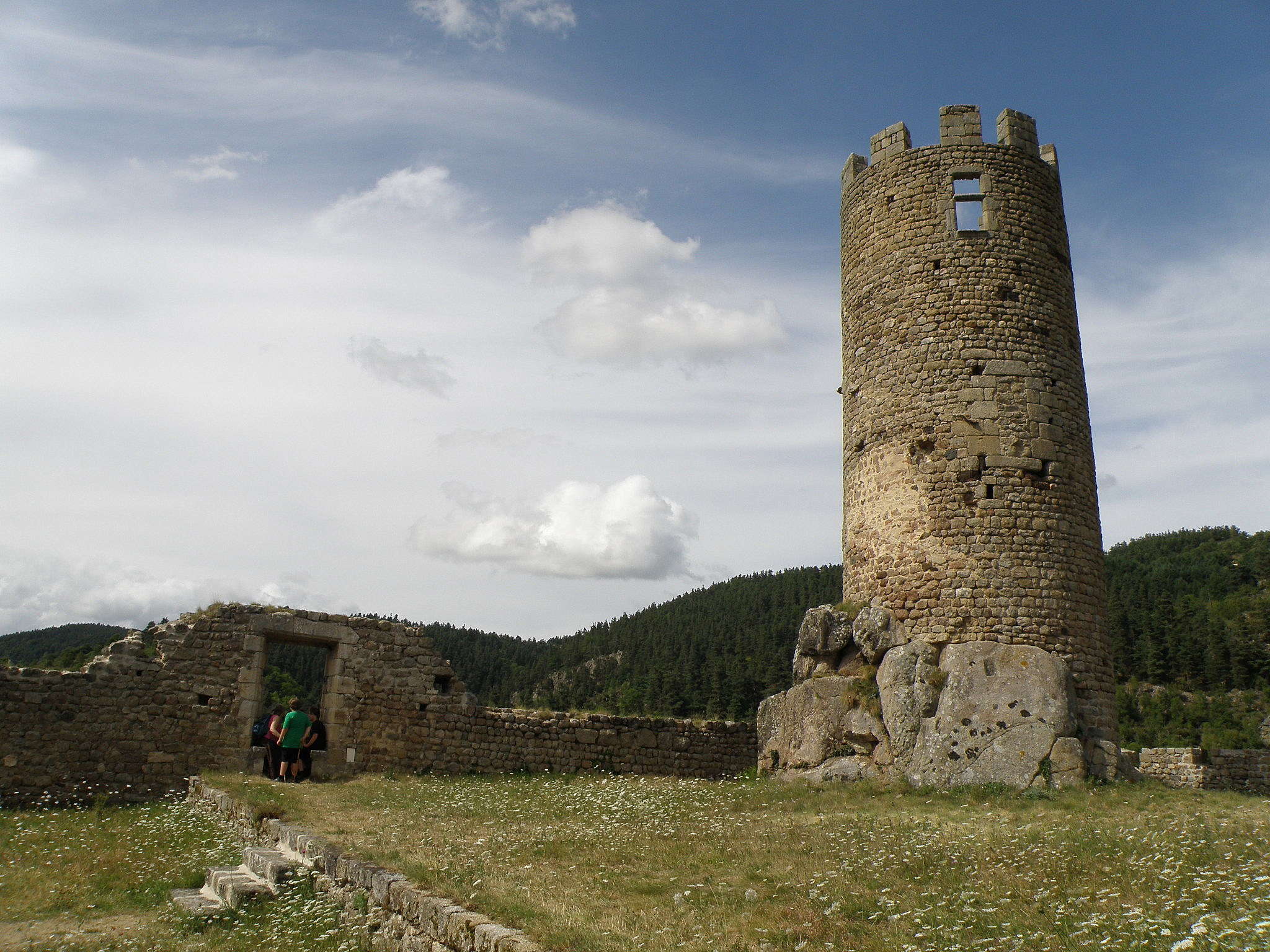
Intérieur de l'enceinte du château de Chalencon.
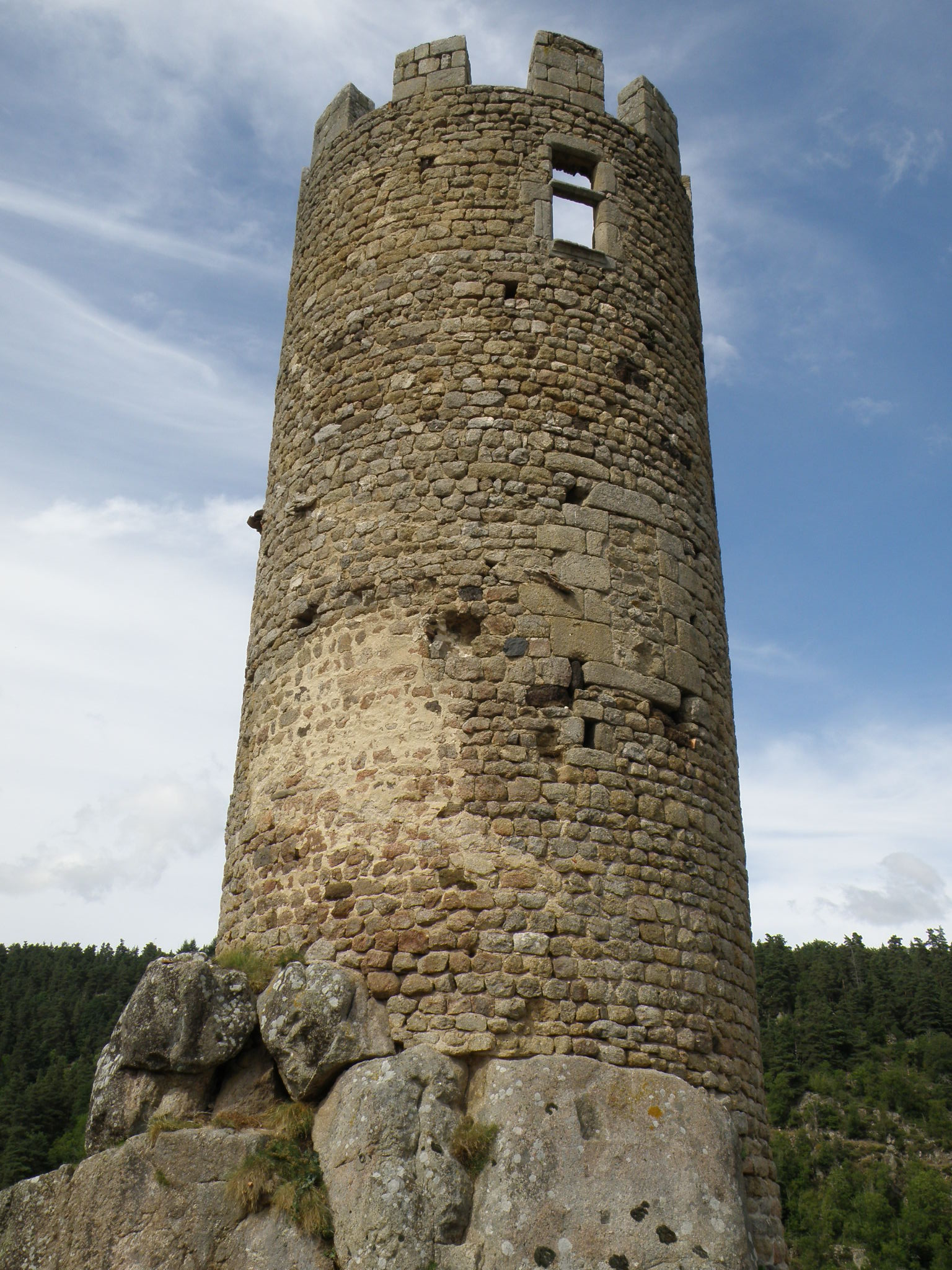
Vue sur la tour du château de Chalencon.
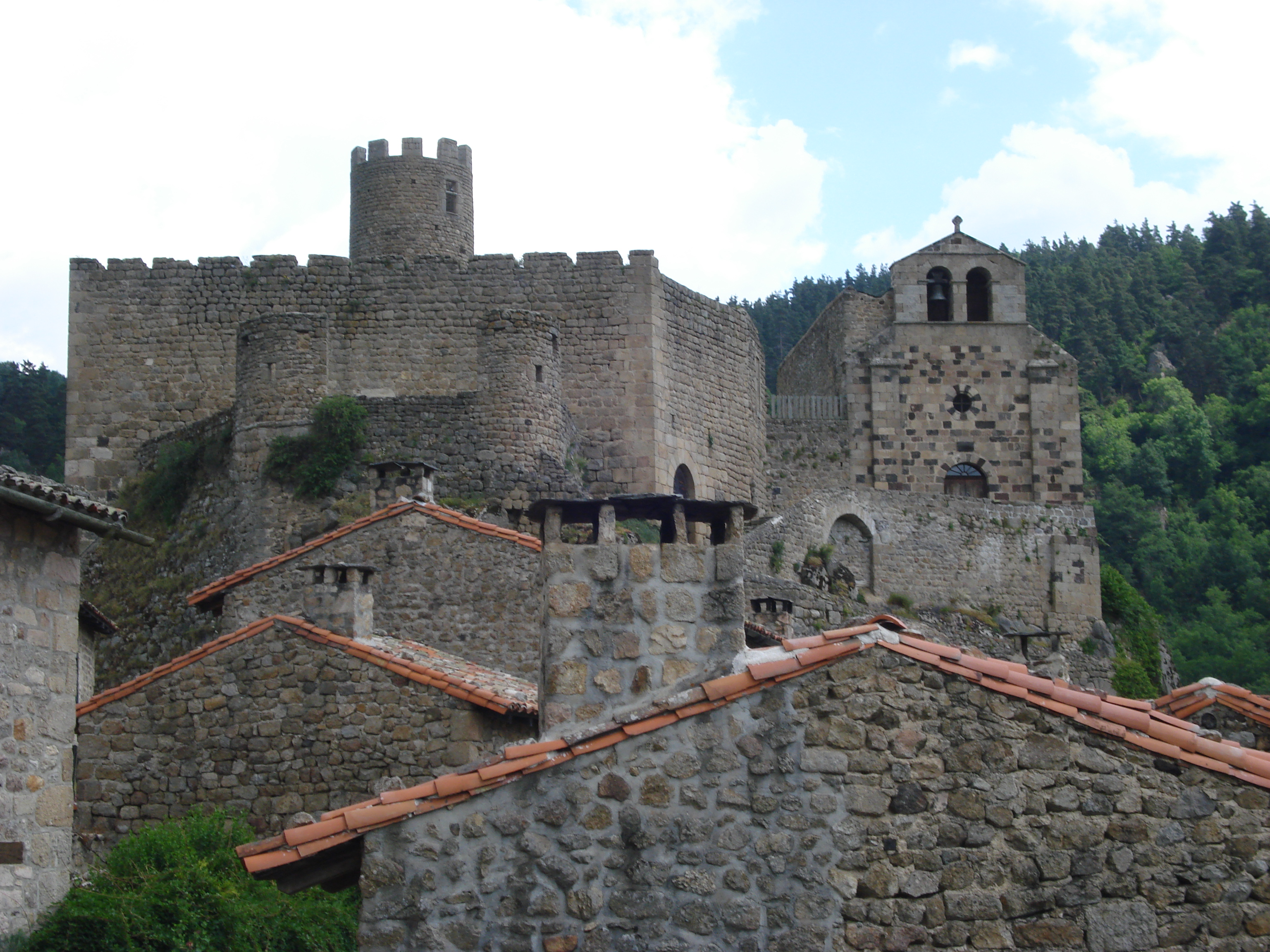
Sur la gauche le château de Chalencon, sur la droite la chapelle de Chalencon.